# Danowo (gmina Szczuczyn)
Danowo – wieś w Polsce położona w województwie podlaskim, w powiecie grajewskim, w gminie Szczuczyn.
Prywatna wieś szlachecka położona była w drugiej połowie XVI wieku w powiecie wąsoskim ziemi wiskiej województwa mazowieckiego. W latach 1975–1998 miejscowość należała administracyjnie do województwa łomżyńskiego.
Wierni kościoła rzymskokatolickiego należą do parafii Imienia Najświętszej Maryi Panny w Szczuczynie.